# Joyside
Joyside ist eine chinesische Punkrock-Band aus Peking. 

## Geschichte
Zusammengefunden haben sich Bian Yuan (Gesang), Liu Hao (Bass) und Xin Shuang (Schlagzeug, später Gitarre) von Joyside zunächst nur als Wohngemeinschaft. Man hatte eine billige, feuchte Kellerwohnung in einem schäbigen Vorort von Peking bezogen, trank zusammen und hörte den ganzen Tag CDs von den Dead Boys, Sex Pistols und den Germs. Als sich Bian Yuans frühere Band auflöste, begann er aus Langeweile eigene Songs über das faule Leben eines Trinkers zu schreiben. Damals hatte er, der mit 18 Jahren aus dem 40 Zugstunden entfernten äußersten Westen Chinas nach Peking gekommen war, sein Studium der Anthropologie längst abgebrochen. Irgendwann im Sommer 2001 sagte er aus einer Laune heraus zu seinen Mitbewohnern: „Lasst uns eine großartige Punkband gründen“: Joyside waren geboren.
Schon wenige Wochen nach ihrer Gründung hatten Joyside ihren ersten Auftritt im September 2001. Bian Yuan erinnert sich vage daran, dass es wohl eine große Party war, wo acht oder neun Bands aufgetreten sind. Er war sehr aufgeregt – und ziemlich betrunken. Eigentlich weiß er heute aber nur noch, dass die Band nach ihrem Auftritt 50 Yuan Gage vom Veranstalter bekam, umgerechnet fünf Euro. Viel mehr bekommen Joyside bis heute selten für ihre wöchentlichen Auftritte. Meistens reicht es gerade fürs Taxi und ein Abendessen. 
Im Jahr 2004 kam Schlagzeuger Fan Bo zur Band, Xin Shuang übernahm die Gitarre. 2005 waren Joyside in China auf Tour.
Kürzlich erst hatte die Band einmal wieder eine Krise auszustehen. Sie mussten sich von ihrem Gitarristen Xing Shuang trennen. Während sie sich sortierten, gaben sie hin und wieder als „Johnny Thunders’ Teeth“ Konzerte und coverten Rock-’n’-Roll-Songs aus den 50ern. Inzwischen gibt es Joyside wieder. Man will nüchterner und schneller werden, heißt es. Fragt man Sänger Bian Yuan nach seinen Zukunftsplänen, sagt er, dass er irgendwann nach Afrika gehen wird, um dort die Löwen zu füttern. Oder dass er mit dem Teufel tanzen will. Soll er zusammenfassen, was er in den letzten Jahren mit Joyside auf die Beine gestellt hat, sagt er nur: „Schau dir bloß an, wie faul wir doch alle sind.“
Joyside sind eine der fünf Bands die in der Dokumentation Beijing Bubbles – Punk und Rock in Chinas Hauptstadt von Susanne Messmer und George Lindt vorgestellt werden.
2007 erschien mit Booze at Neptune's Dawn das erste Joyside-Album, das auch auf dem europäischen Markt veröffentlicht wurde, auf dem Berliner Label Fly Fast Records der beiden Filmemacher Susanne Messmer und George Lindt. 
Anlässlich der Kinopremiere von Beijing Bubbles tourten Joyside zwei Monate durch Europa. Mit im Tourbus saß auch der Dokumentarfilmer Lucian Busse und drehte den Roadmovie The Joyside of Europe, einen etwa 90-minütigen Film über die erste Europatour von Joyside. 2009 erschien in China über Maybe Mars Records die EP Maybe Tonight, der als DVD auch der Film The Joyside of Europe beiliegt. In Europa erschien 2009 ein Long Player mit dem Namen 'Joyside', der neben anderen Liedern auch fünf Tracks von der chinesischen Veröffentlichung 'Maybe Tonight' enthält, bei Fly Fast Records. Allerdings sind die Tracks anders produziert und klingen daher teils deutlich anders, als auf dem chinesischen Original. Der europäischen Veröffentlichung liegt ebenfalls der Film The Joyside of Europe bei. 
Aufgrund der Veröffentlichung des Albums Joyside (europäische Veröffentlichung trägt den Titel Maybe Tonight) tourten Joyside in einer erweiterten 5-köpfigen Besetzung im Oktober 2009 zusammen mit der befreundeten Pekinger Band Carsick Cars durch Deutschland und Österreich.
Eine DVD mit einem großen Abschlusskonzert erschien 2013 in Europa als Beilage zu einem neuen Album, bei Fly Fast Concepts.

## Diskografie
- 2004: Drunk Is Beautiful
- 2006: Bitches of Rock ’n’ Roll
- 2006: Beijing Bubbles – Punk und Rock in Chinas Hauptstadt (Film)
- 2007: Booze at Neptune's Dawn
- 2007: Wasted Orient (Film)
- 2009: The Joyside of Europe (Film)
- 2009: Maybe Tonight
- 2009: Joyside